# 丹波哲郎
丹波哲郎（日语：／ Tanba Tetsurō，1922年7月17日—2006年9月24日）是著名的日本演員，他在東京都新宿区出身。

## 簡歷
丹波哲郎原名丹波正三郎，出身於東京的名門望族，是大久保家族的三男。
他在新宿区原町的成城学校畢業之後，入讀私立的中央大学，並在法学部畢業。在學期間，曾在駐日盟軍總司令部（GHQ）翻譯社擔任兼職翻譯。畢業後有志參與演出，所以加入了創藝小劇場及文化座。
丹波哲郎是日本過去少數在海外具知名度的演員。他在歐洲很出名。
除了演藝事業，丹波亦對於靈學有所研究，並曾出版多部書籍。
他因肺炎引起的併發症在2006年9月24日上午11時27分（日本時間）於東京都三鷹市病逝，終年84歲。

## 家庭
丹波哲郎有一位兒子丹波義隆。他亦是一位演員。

## 作品列表

### 電影
- 水浒传（1972年 玉麒麟卢俊义）
- 殺人容疑者
- 人間革命（1973年東宝、シナノ企画。戶田城聖役）
- 続・人間革命（1973年東宝・シナノ企画。同上）
- 事件
- 宇宙からのメッセージ
- 丹波哲郎の大霊界 死んだらどうなる
- 丹波哲郎の大霊界2 死んだらおどろいた!!
- 不毛地帯（川又空将補）
- 明治天皇與日俄戰爭（1957年　島村少将（島村速雄））
- 切腹（1962年　沢潟彦九郎）
- 十三人の刺客（1963年東映， 土井利位）
- 暗殺（1964年　清河八郎）
- 007雷霆谷（1967年）
- 戦争と人間（1970年）
- 激動的昭和史 沖繩決戰（1971年東宝　第32軍参謀長・長勇中将役）
- ザ・ゴキブリ（1973年、東宝・石原プロモーション）
- 日本沉沒（1973年）
- 砂の器（1974年）
- 新幹線大爆破（1975年）
- 大空のサムライ（1976年東宝）
- 八甲田山（1977年東宝・シナノ企画　児島大佐）
- 柳生一族の陰謀（1978年　小笠原玄信斎）
- 皇帝のいない八月（1978年　三神陸将）
- 赤穂城断絶（1978年　柳澤吉保）
- 真田幸村の謀略（1979年　加藤清正）
- 二百三高地（1980年 飾 兒玉源太郎）
- 聯合艦隊（1981年　小澤治三郎）
- 魔界転生（1981年　村正）
- 大日本帝国（1982年 飾 東條英機）
- 疑惑（1982年　岡村謙孝）
- 日本海大海戰 海軍進行曲（1983年 飾 山本權兵衛）
- 修羅の群れ（1984年）
- 空海（1984年　桓武天皇）
- 零戰燃燒（1984年　山本五十六）
- 226（1989年　真崎甚三郎）
- 江戸城大乱（1991年　徳川光圀）
- 力王（1992年　善鬼叔叔）
- 蠟筆小新：爆發！溫泉激烈大決戰（1999年，為片中溫泉精靈的原型與配音）
- 伊能忠敬-子午線の夢-（2001年東映　島津重豪）
- 貓之報恩（2002年，為片中的貓王配音）
- 日本沉沒（2006年、東寶）飾演阿部玲子的祖父（只有照片）（特別演出）

### 電視劇
- 丹下左膳
- 三匹の侍
- スパイキャッチャーJ3
- 龍虎群英 （キイハンター）
- アイフル大作戦
- バーディー大作戰
- 猛龙特警队（Gメン'75）
- 猛龙特警队82（Gメン'82）
- HOTEL
- 痛快！三匹のご隠居
- 黄金の日々（1978年NHK大河ドラマ，飾演今井宗久）
- 獅子の時代（1980年NHK大河ドラマ，飾演松本榮吉）
- 關原之戰（1981年TBS，飾演福島正則）
- 峠の群像（1982年NHK大河ドラマ，飾演鶴見內藏助）
- 馬可孛羅（1982年中國與意大利共同製作的電視劇）
- 宮本武藏（1984年NHK新大型時代劇，飾演平田無二齋）
- 真田太平記（1985－86年NHK新大型時代劇，飾演真田昌幸）
- 忠臣藏（1985年日本テレビ，飾演色部又四郎）
- 白虎隊（1986年日本テレビ，飾演神保内藏助）
- 田原坂（1987年日本テレビ，飾演大山綱良）
- 命（1986年NHK大河ドラマ，飾演高原正道）
- 春日局（1989年NHK大河劇，飾演德川家康）
- 十三人の刺客（1990年富士，飾演土井利位）
- 源義經（1991年日本テレビ，飾演藤原秀衡）
- 平清盛（1992年TBS，飾演平忠盛）
- 利家與松（2002年NHK大河ドラマ，飾演井口太郎左衛門）
- 水戶黃門（2002年，TBS，飾演第3代山野邊兵庫）
- 義經（2005年NHK大河ドラマ，飾演源賴政）
- 時空警察捜査一課（2001年－日本テレビ，飾演北条特命主席管理官）

### 著書
- 大靈界

靈界生活之真相/ 丹波哲郎著;沈荃琪譯
探訪死後的世界 / 丹波哲郎作 ; 游乾桂主編.

## 外部連結
- 丹波哲郎的官方網頁（丹波哲郎的靈界沙龍）（页面存档备份，存于）